# Burni Pulosanga
Burni Pulosanga är ett berg i Indonesien.   Det ligger i provinsen Aceh, i den västra delen av landet, 1 600 km nordväst om huvudstaden Jakarta. Toppen på Burni Pulosanga är 1 727 meter över havet, eller 160 meter över den omgivande terrängen. Bredden vid basen är 2,6 km.
Terrängen runt Burni Pulosanga är kuperad åt nordväst, men åt sydost är den bergig.Runt Burni Pulosanga är det mycket glesbefolkat, med 3 invånare per kvadratkilometer. I omgivningarna runt Burni Pulosanga växer i huvudsak städsegrön lövskog.